# Вест Мидлтаун (Пенсилванија)
Вест Мидлтаун (енгл. West Middletown) град је у америчкој савезној држави Пенсилванија.

## Демографија
По попису из 2010. године број становника је 139, што је 5 (-3,5%) становника мање него 2000. године.
| Група             | 2000.       | 2010.       |
| Белци             | 130 (90,3%) | 127 (91,4%) |
| Афроамериканци    | 6 (4,2%)    | 9 (6,5%)    |
| Азијати           | 0 (0,0%)    | 1 (0,7%)    |
| Хиспаноамериканци | 0 (0,0%)    | 0 (0,0%)    |
| Укупно            | 144         | 139         |